# Anonychomyrma longicapitata
Anonychomyrma longicapitata är en myrart som först beskrevs av Horace Donisthorpe 1947.  Anonychomyrma longicapitata ingår i släktet Anonychomyrma och familjen myror. Inga underarter finns listade i Catalogue of Life.